# Victoire du DVD musical
La Victoire du DVD musical de l'année est une ancienne récompense musicale française décernée annuellement lors des Victoires de la musique de 2005 à 2012. Elle venait primer le meilleur DVD musical selon les critères d'un collège de professionnels.

## Palmarès
- 2005 : Les Leçons de musique de -M- (réalisateur : Émilie Chedid)
- 2006 : En images de Noir Désir (réalisateur : Don Kent)
- 2007 : Tryo fête ses 10 ans de Tryo (réalisateurs : Julien Reymond et Benjamin Favreul)
- 2008 : Le Soldat Rose de Louis Chedid (réalisateur : Jean-Louis Cap)
- 2009 : Divinidylle de Vanessa Paradis (réalisateurs : Thierry Poiraud et Didier Poiraud)
- 2010 : Alain Bashung à l'Olympia d'Alain Bashung (réalisateur : Fabien Raymond)
- 2012 : Les Saisons de passage de -M- (réalisateur : Laurent Thessier)
- 2014 : Geeks on Stage de Shaka Ponk[1] (réalisateurs : Shaka Ponk et Korky)